# Charles Woodruff
Charles Sherman Woodruff (Cincinnati, 15 agosto 1844 – Cincinnati, 6 settembre 1927) è stato un arciere statunitense.
Partecipò alle gare di tiro con l'arco ai Giochi olimpici di Saint Louis 1904, dove vinse una medaglia d'argento nella gara a squadre. Nelle due sfide individuali Woodruff arrivò ottavo nel doppio York e quarto nel doppio americano.
Anche sua moglie Emily fu arciera olimpica.

## Palmarès
In carriera ha conseguito i seguenti risultati:
- Giochi olimpici

St. Louis 1904: una medaglia d'argento nella gara a squadre.